# Lazzaro Grimaldi Cebà
Lazzaro Grimaldi Cebà (né en 1520 à Gênes et mort le 16 février 1599 dans la même ville) est le quatre-vingt-unième doge de Gênes du 7 décembre 1597 au 16 février 1599.